# Nikitino (Kaliningrad)
Nikitino (russisch Никитино, deutsch Bawien, 1938–1945 Bauden) ist ein Ort in der russischen Oblast Kaliningrad (Gebiet Königsberg (Preußen)) und gehört zur Gorodskoje posselenije Schelesnodoroschnoje (Stadtgemeinde Schelesnodoroschny (Gerdauen)) im Rajon Prawdinsk (Kreis Friedland (Ostpr.)).

## Geographische Lage
Nikitino liegt zwei Kilometer südlich von Schelesnodoroschny (Gerdauen) im unmittelbaren Grenzgebiet zwischen Russland und Polen am Nordufer des Osero Nikitinskoje (Bawiener See).

## Geschichte
Am 9. April 1874 war der damals Bawien genannte Gutsbezirk eine der Kommunen, die den neu errichteten Amtsbezirk Kanoten (polnisch: Kanoty, der Ort ist nicht mehr existent, ab 1932 umbenannt in „Amtsbezirk Posegnick“, russisch: Sori, heute auch nicht mehr existent) bildeten. Er gehörte zum Landkreis Gerdauen im Regierungsbezirk Königsberg der preußischen Provinz Ostpreußen. Im Jahre 1910 lebten in Bawien 181 Einwohner.
Am 30. September 1928 gab Bawien seine Selbständigkeit auf und wurde in die Landgemeinde Arnsdorf (russisch: Smeloje, nicht mehr existent) eingemeindet. Damit kam das Gutsdorf in den Amtsbezirk Mohmenen (heute polnisch: Momajny), blieb jedoch im Landkreis Gerdauen. Am 3. Juni 1938 (amtlich bestätigt am 16. Juli 1938) erhielt Bawien den neuen Namen „Bauden“.
Infolge des Zweiten Weltkriegs kam Bawien innerhalb des nördlichen Ostpreußens zur Sowjetunion und wurde 1950 in „Nikitino“ umbenannt. Bis zum Jahr 2009 war Nikitino innerhalb der seit 1991/92 russischen Oblast Kaliningrad in den Wischnjowski sowjet (Dorfsowjet Wischnjowoje (Altendorf)) eingegliedert, bevor es dann – aufgrund einer Struktur- und Verwaltungsreform – als „Siedlung“ (russisch: possjolok) eingestufte Ortschaft innerhalb der Gorodskoje posselenije Schelesnodoroschnoje (Stadtgemeinde Schelesnodoroschny (Gerdauen)) im Rajon Prawdinsk wurde.

## Kirche
Aufgrund seiner mehrheitlich evangelischen Bevölkerung war der Gutsbezirk Bawien, resp. Bauden, bis 1945 in das Kirchspiel der Kirche Momehnen (heute polnisch: Momajny) eingepfarrt, während die Wohnplätze Forsthaus und Waldarbeitergehöft dem Kirchspiel der Kirche Assaunen (heute polnisch: Asuny) zugeordnet war. Beide Pfarrsprengel gehörten zum Kirchenkreis Gerdauen (heute russisch: Schelesnodoroschny) in der Kirchenprovinz Ostpreußen der Evangelischen Kirche der Altpreußischen Union.
Heute liegt Nikitino im Einzugsbereich der Auferstehungskirchengemeinde in Kaliningrad (Königsberg) mit zahlreichen Filialgemeinden. Sie ist in die Propstei Kaliningrad der Evangelisch-Lutherischen Kirche Europäisches Russland (ELKER) eingegliedert.